# 陽其二
陽 其二（みなみ きじ/よう そのじ、天保9年6月29日（1838年8月18日） - 明治39年（1906年）9月24日）は、横浜毎日新聞創立者、幕府海軍官僚。号は天老居士。

## 経歴
代々幕府の唐通事を務めた明の遺臣帰化人。肥前国長崎に生まれる。
本木昌造に学び、文久2年(1862年)に幕府海軍長崎丸汽関方となり、元治元年(1864年)に江戸に出て、中邦逸郎・鬼塚辰之助の3名で鉄砲洲慶應義塾に学ぶ。慶応元年(1865年)長崎鎔鉄所に勤務して活版印刷技術を開発し、慶応2年(1866年)に活版所を開設。明治4年(1871年)に井関盛艮の企画で日本初の日刊新聞『横浜毎日新聞社』を創設。
発行の実務を担当するが、明治5年(1872年)に同社を退社し、横浜で印刷所「景諦社」を創立。のち明治7年(1874年)に同社を王子製紙に売却する。明治9年(1876年)には大蔵省・第一銀行の命により、銀貨試売のために行員と共に通詞として香港･上海に渡り、帰国後、第一銀行の東京･横浜製紙分社総括を兼務した。
明治10年(1877年)に雑誌『穎才新誌』を創刊・主宰。書道や中国料理に通じ、晩年には料理店「偕楽園」を創業。内国勧業博覧会審査員、東京築地活版製造所、跡見女学校教授等も歴任した。

## 著書
- 『支那貿易説』
- 『清宮履歴涯略』